# Progetto Lebensborn
(Adolf Hitler, Mein Kampf)
Il Progetto Lebensborn (Progetto Sorgente di Vita) fu uno dei diversi programmi avviati dal gerarca nazista Heinrich Himmler per realizzare le teorie eugenetiche del Terzo Reich sulla razza ariana e portare la popolazione ariana in Germania a 120 milioni di persone entro il 1980.

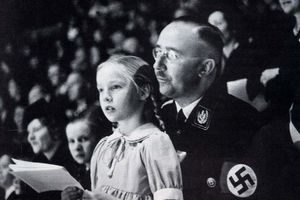
Himmler con la figlia Gudrun nel 1935

Aveva come motto:

## Gli inizi del progetto

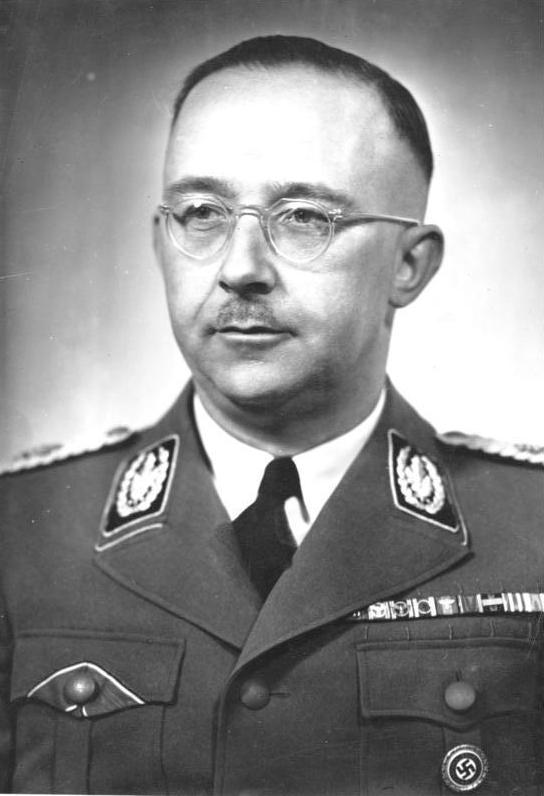
Himmler nel 1942

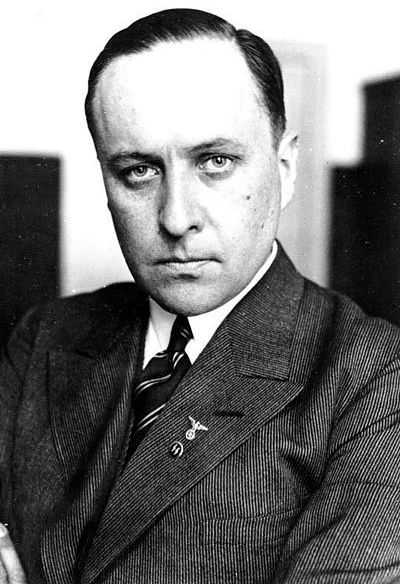
Walther Darré

Dal 1929 le Schutzstaffel (SS) furono dirette da Himmler, convinto fautore delle teorie razziste dell'SS-Obergruppenführer Richard Walther Darré, espresse dalla formula Sangue e terra e le volle applicare al reclutamento delle Schutzstaffel. A tale scopo era stato costituito alla fine del 1931 il RuSHA, o ‘'SS-Rasse- und Siedlungshauptamt'’, guidato inizialmente dallo stesso Darré. Era l'ufficio incaricato di controllare la purezza ideologica e razziale di tutti i membri delle SS e l'autorità in materia di genealogia, rilasciando i certificati di attestazione del lignaggio ed i permessi di matrimonio; era inoltre responsabile dell'esecuzione della politica di colonizzazione dei territori orientali conquistati.
La prima disposizione che aprì la strada del programma eugenetico fu l'emanazione dell'Ordine sul matrimonio del 31 dicembre 1931 secondo il quale ogni SS doveva essere autorizzato da Himmler stesso a sposarsi tramite la concessione di un certificato che documentasse la sanità mentale e fisica degli sposi e dei loro antenati. I dati ricavati venivano trascritti nel libro del clan, il Sippenbuch, segno concreto della eccezionalità razziale delle SS. Secondo il Reichsführer-SS la Germania con la sua bassa natalità, con l'aumento degli aborti e dei figli illegittimi era un paese malato che era necessario sanare oltrepassando la meschina morale borghese.
Raccomandava quindi Himmler il 28 ottobre 1939, dopo due mesi dall'entrata nella seconda guerra mondiale:
(Heinrich Himmler, Reichsführer-SS)
(Heinrich Himmler, Reichsführer-SS)

## La realizzazione

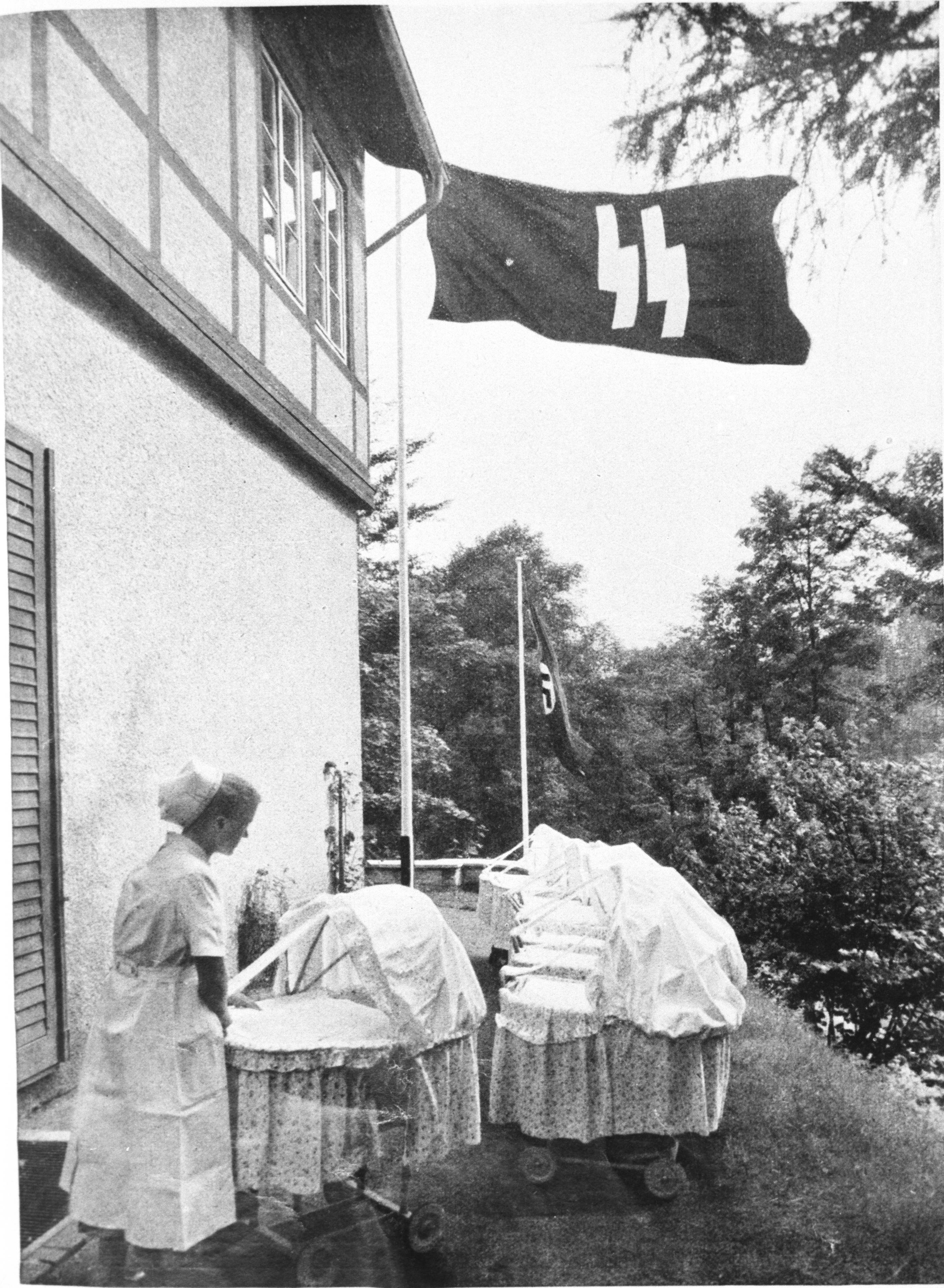
Un'infermiera in un Lebensborn, 1943

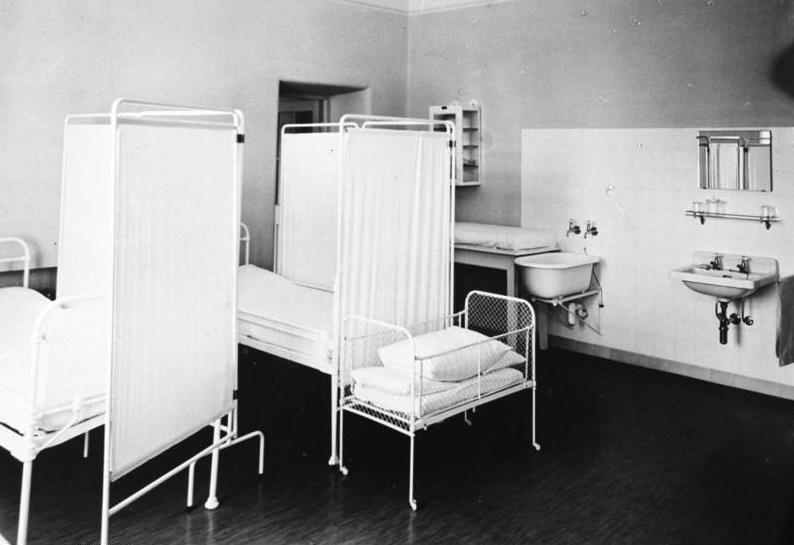
Una sala parto in un Lebensborn, 1936

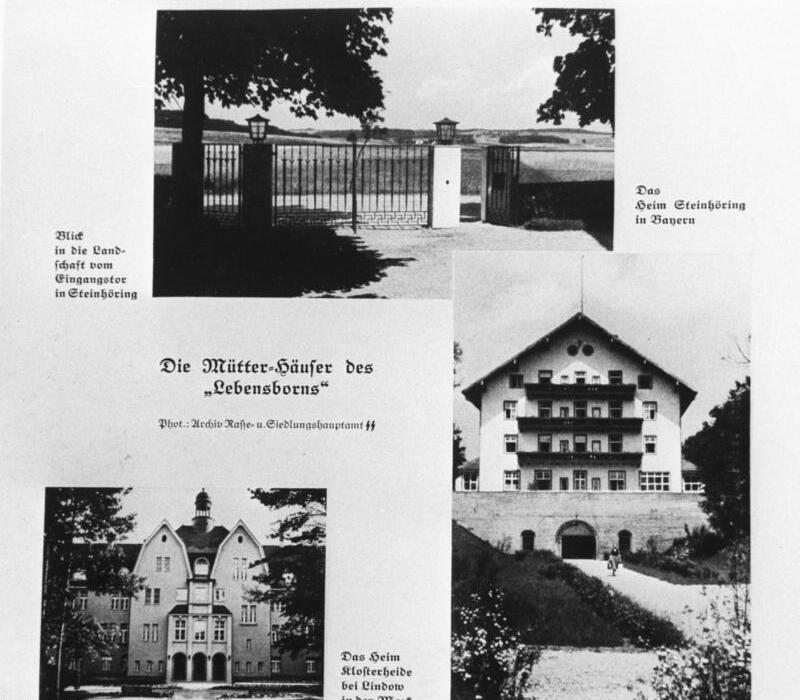
Le case per madri del Lebesborn

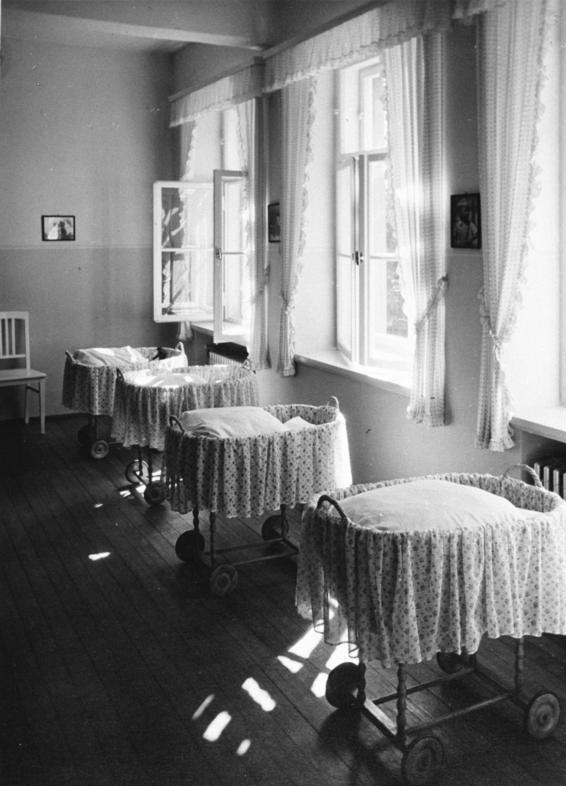
La sala neonati

In realtà sin dal 1935 era stato dato il via al progetto Lebensborn, attraverso un circuito di apposite cliniche aperte in Germania. Himmler concepì un mistico rapporto tra le SS e le leggende teutoniche di Enrico I l'Uccellatore e Federico il Grande. Nel 1934 fece ristrutturare in Vestfalia il castello di Wewelsburg, con una spesa di undici milioni di marchi, dove organizzare un vero e proprio Ordine delle SS in stile medievale, consacrato alla tutela della purezza razziale.
Il 10 dicembre 1935 venne fondata a Berlino la "Lebensborn e.V." ("Sorgente di vita società registrata"), società amministrata dall'"Ufficio centrale della razza e del Popolamento" in collegamento con diversi uffici per la tutela della madre e del fanciullo. Il progetto era quello di costruire un potente strumento per la crescita del numero di nascite "razzialmente di valore".
Il 1º gennaio del 1938 la società, con il nome di Amt L (Ufficio L, dove "L" sta per Lebesborn),
passò sotto il controllo diretto dello Stato maggiore delle SS cioè dello stesso Himmler che, per avere più libertà d'azione, trasferì il centro e gli uffici da Berlino a Monaco, nell'ex sede del Centro comunitario ebraico e nella casa requisita dalle SS a Thomas Mann. I massimi dirigenti dell'organizzazione furono lo Standartenführer-SS (colonnello) Max Sollman dell'amministrazione, Inge Viermetz della sezione cliniche, il dottor Gregor Ebner della sezione medica, Günther Tesch della sezione legale.
La prima clinica o “casa di maternità” cominciò a funzionare il 15 agosto 1936 in Baviera; quella austriaca nel 1938 tutte con il concetto di selezione razziale, ovvero Auslese. Altre ne furono aperte sino a contare, prima dello scoppio della seconda guerra mondiale, sei cliniche con 263 letti per le madri e 487 per i neonati.
Nel caso in cui il neonato non corrispondesse ai requisiti, questi passavano sotto la tutela della Nationalsozialistische Volkswohlfahrt (NVS, "organizzazione nazionalsocialista per il benessere del popolo") il cui programma era un po' meno focalizzato sulla selezione della razza.

## Il parziale fallimento
Il programma Lebensborn, a cui gli ufficiali SS furono obbligati a partecipare, fu finanziato direttamente da una tassa a carico della Nationalsozialistische Volkswohlfahrt (NSV), l'ente di previdenza sociale dei dirigenti SS. Il progetto non riuscì ad avere la larga adesione che si aspettava Himmler, poiché delle 238.000 SS solo 8.000 vi aderirono.
L'obiettivo principale del progetto era indirizzato alle ragazze-madri. Queste, se potevano certificare la loro purezza razziale, ricevevano la migliore assistenza per il parto, un ambiente protetto e la promessa di sottrarle al giudizio negativo delle famiglie e della Chiesa, assicurando loro la massima segretezza. Himmler sperava così di impedire la "degenerazione progressiva della razza germanica", ostacolando gli aborti, le nascite di disabili e far mutare la comune opinione negativa che si aveva delle ragazze madri.
L'ufficio del Lebensborn decideva se la madre poteva tenere con sé il nato nell'ambito dell'organizzazione. In ogni caso, se entro un anno la madre non aveva le necessarie garanzie economiche e morali per la crescita del bambino, questo veniva dato in adozione, protetto dalla massima segretezza per rendere impossibile risalire ai genitori naturali dell'adottato. La pratica del conferimento in adozione fu però molto limitata.
Il clima di mistero che accompagnava le SS si estese al Lebensborn e ciò fece sì che nel dopoguerra si diffusero voci, anche sulla base dei crimini nazisti perpetrati sulle donne, che l'organizzazione non fosse stata altro che una serie di bordelli per soldati.

## La realtà del progetto Lebensborn
La realtà del progetto Lebensborn era infatti difficilmente comprensibile dall'esterno. L'istituzione si occupava con professionalità della tutela delle partorienti che si affidavano ad essa, ma questo trattamento privilegiato era riservato solo alla categoria delle “donne di sangue puro” disposte a donare il proprio figlio alla Germania.
Significativa a questo proposito la testimonianza al processo di Norimberga di Gregor Ziemer, un educatore statunitense visitatore per motivi di studio dell'istituzione statale per la tutela dei figli illegittimi di madri tedesche di sangue puro. Egli raccontava come le case fossero tutte in ambienti naturali, lontane dallo smog cittadino e dove le donne ricoverate, salvo le ore dedicate all'istruzione ideologica nazista, erano libere da qualsiasi lavoro domestico.
La clinica visitata da Ziemer, un albergo di lusso requisito ad ebrei, si presentava pulita e luminosa. Questi, assistendo al pranzo delle partorienti, si meravigliò della quantità e della qualità dei cibi. Le donne, prima di iniziare a mangiare, salutavano con il braccio teso il ritratto di Hitler sotto una svastica, dicendo in coro: "Nostro Führer ti ringraziamo per la tua munificenza; ti ringraziamo per questa casa; ti ringraziamo per questo cibo. A te dedichiamo tutte le nostre forze: a te dedichiamo la vita nostra e quella dei nostri figli!". Osservava Ziemer: "Ringraziavano un nume. Offrivano a Hitler i loro bambini ancora non nati".
Le statistiche dell'Ufficio Razza e Popolamento certificarono che nei Lebensborn tedeschi avevano partorito circa 2.000 donne che avevano dimostrato di possedere i requisiti razziali richiesti.

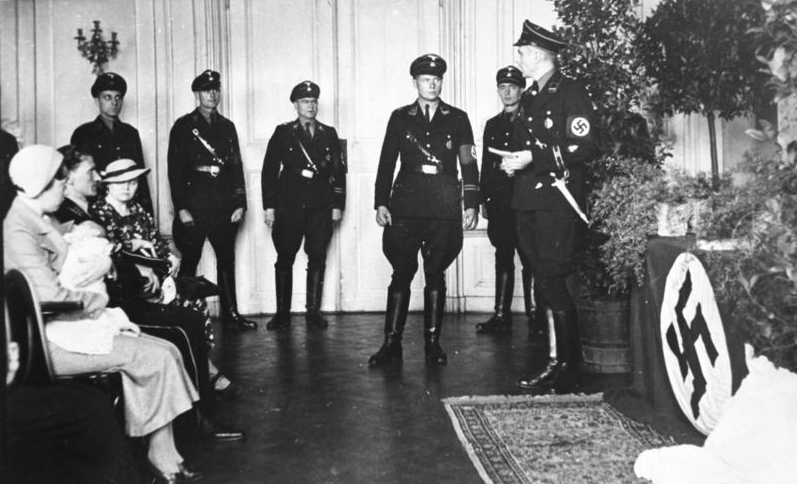
La cerimonia del "battesimo" nazista del neonato di razza pura
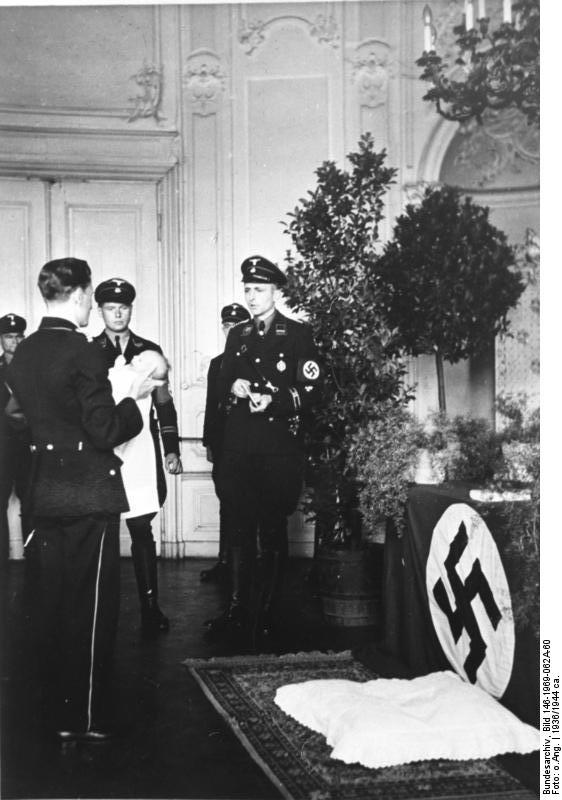
Il neonato è offerto da un padrino per il "battesimo" all'Ordine delle SS
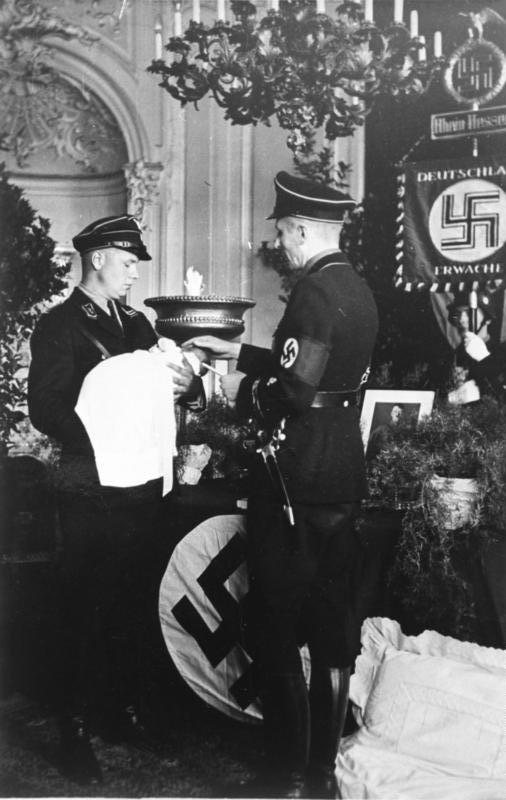
La consacrazione e l'accettazione dell'Ordine
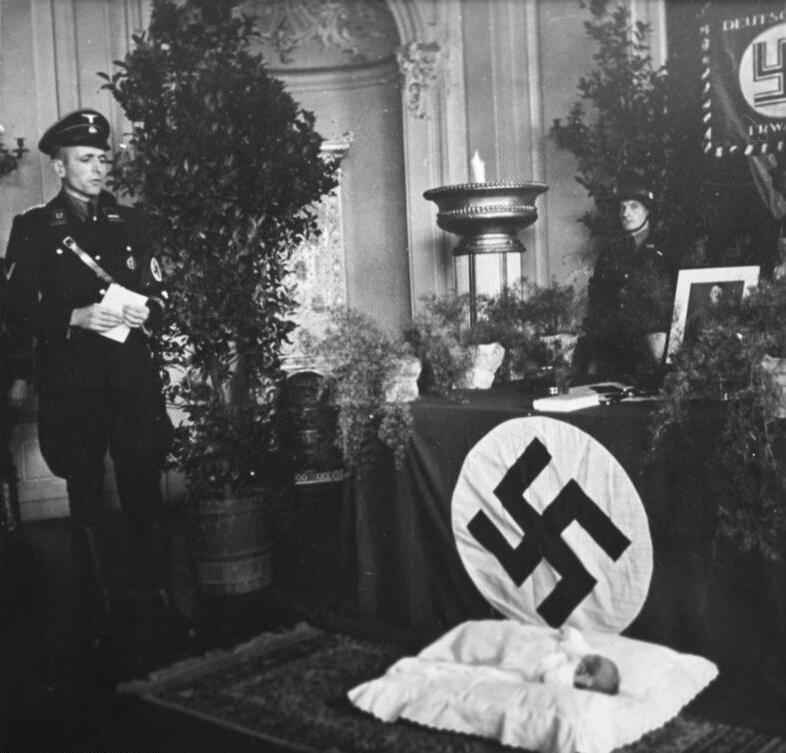
L'offerta del neonato all'altare nazista

## La germanizzazione
Con lo scoppio della seconda guerra mondiale si aprirono per il progetto Lebensborn nuove prospettive grazie all'apertura di cliniche nei territori occupati. Mentre alcuni territori erano “razzialmente di valore” (come Norvegia, Paesi Bassi e Danimarca) altri (come Francia e paesi occupati nell'Europa orientale e nei Balcani) venivano considerati al di sotto degli standard.
In particolare furono aperte "case per le madri" in Norvegia a Bergen, Geilo, Hurdalsverk, Klekken, Os, Oslo, Stalheim e Trondheim; in Danimarca a Copenaghen; nei Paesi Bassi a Nimega; in Belgio a Végimont; in Francia a Lamorlaye; nel Governatorato Generale a Cracovia, Otwock e Varsavia.
Il compito era quello di convincere ragazze-madri non tedesche, ma dalle caratteristiche razziali desiderate, a ricorrere all'organizzazione per nascondere il peccato, partorire anonimamente per poi ritornare nei loro paesi d'origine, ma in realtà era solo un piano criminoso per rapire bambini, come accennato in un'ordinanza dell'inverno del 1941.
Tra gli effetti collaterali si ebbe la nascita dei cosiddetti “figli della guerra”, ovvero figli nati da soldati tedeschi che si trovavano nei territori occupati. Le madri di questi bambini, soprattutto a fine guerra, venivano additate come “puttane dei crucchi”, nei Paesi Bassi moffenhoer o moffenmeiden, in Norvegia e Danimarca tyskertøser, in Francia femmes à boche. In alcuni casi si sono effettuati degli “studi medici” sull'intelligenza di queste madri, con risultati di apparenti ritardi mentali così come ai loro figli.

### Norvegia

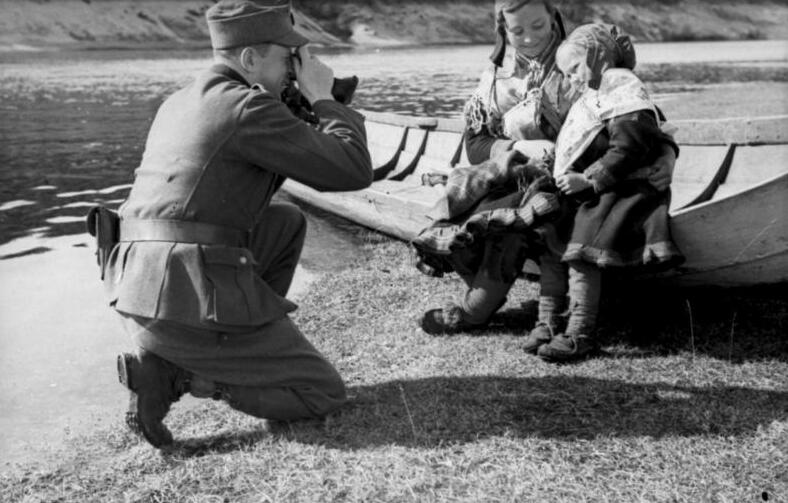
Norvegia: un soldato tedesco fotografa delle bimbe norvegesi in costume tradizionale

Nel febbraio 1941, l'anno successivo all'invasione, il progetto Lebensborn venne esportato in Norvegia grazie al capo delle SS in Norvegia Wilhelm Rediess, il capo del Lebensborn in Germania Max Sollmann e il Reichkommisar Josef Terboven, dove conseguì buoni risultati.
Già nell'inverno del 1941 le nascite aumentarono fino a 730 neonati; un anno dopo salirono a 2.200. Alla fine della guerra, nelle cliniche Lebensborn avevano avuto assistenza 6.000 donne delle quali due terzi ragazze madri e 9.000 erano stati i bambini nati con madre norvegese e padre tedesco. Molte coppie miste desideravano sposarsi, ma spesso i soldati avevano già una fidanzata o addirittura una moglie, altre volte semplicemente l'uomo voleva sottrarsi alle proprie responsabilità. Solo nell'immediato dopoguerra i matrimoni tra le coppie miste ebbero una svolta e circa 3.000 coppie lo fecero. A fine conflitto, nell'agosto 1945, il governo norvegese approvò una legge provvisoria che recitava che se una donna norvegese aveva sposato durante o dopo il conflitto un tedesco, questa avrebbe perso la cittadinanza, sarebbe stata considerata tedesca e quindi mandata in Germania.
Già dal 1940, il direttore medico del Lebensborn, Gregor Ebner, scriveva a Himmler come fosse auspicabile portare in Germania donne norvegesi.
Himmler rispose che "Il trasferimento obbligatorio in Germania delle norvegesi che aspettano un bambino dalle truppe di occupazione tedesche sarebbe un'occasione unica (...) una nordicizzazione (Aufnordung) della Germania meridionale sarebbe più che auspicabile".
Ebner in realtà pensava che si dovessero trasferire in Germania non solo le norvegesi incinte di soldati tedeschi, ma le donne nordiche in genere, poiché presentavano generalmente caratteristiche razziali migliori delle tedesche, specialmente di quelle della Germania meridionale.
Si optò invece il sistema più semplice per la germanizzazione: il rapimento di bambini norvegesi, “figli della guerra”, trasportati in Germania in appositi istituti per essere poi adottati e/o germanizzati, ma in realtà pochi furono effettivamente portati in Germania. Nei circa 500 centri Lebensborn norvegesi si registrò la nascita di circa 9.000 "figli della guerra" e uno dei primi problemi che il governo legittimo norvegese dovette affrontare nell'estate 1945 fu proprio questo, visto l'atteggiamento ostile della popolazione nei loro confronti. Il problema, nonostante le molteplici iniziative, anche radicali come alcuni trasferimenti in Svezia o addirittura in Australia, non si risolse e alla fine quasi tutti i “mocciosi tedeschi” rimasero in Norvegia.

### Danimarca
La Danimarca, a differenza di altre nazioni occupate, aveva rinunciato a ogni resistenza all'invasione tedesca conservando formalmente la sovranità e l'indipendenza politica. Nonostante le autorità danesi avessero cercato di non favorire i contatti con i tedeschi, decine di migliaia di donne danesi, un numero ragguardevole se rapportato alla popolazione danese di circa 4 milioni, fraternizzò con loro. Questa fraternizzazione con le forze di occupazione era giudicata dalla popolazione locale antipatriottica e immorale. Le donne, considerate di facili costumi, poco intelligenti e di bassa estrazione sociale, venivano quindi punite con il taglio dei capelli e sottoposte a molestie sessuali ma i figli della guerra illegittimi tedesco-danesi venivano comunque registrati come cittadini danesi, nonostante crescessero poi senza il loro vero padre e con la vergogna della madre.
In Danimarca nacquero 5579 bambini da padre tedesco, ma si fece sì che ciò rimanesse segreto. Interessante notare che in Danimarca dal 1938 al 1941 ogni volta che un uomo era chiamato in giudizio per una causa di paternità venisse applicata la legge danese per l'infanzia del 1937, ma che dal 1941 al 1945 si applicò quella tedesca, ovvero senza l'obbligo di rivelare il nome del padre.
Verso la fine del 1944 in Danimarca vi erano 3 o forse 4 case di maternità del Lebensborn. Non si hanno dati precisi sul numero di nascite, ma si suppone che vi nacquero almeno 5500 bambini. Il 1º maggio Topsœe-Jensen, capo del ministero della giustizia, riuscì ad ottenere una lista con 3200 nomi, date di nascita e indirizzi di soldati tedeschi, ma tale lista poi sparì e non fu mai più trovata.
Differentemente dalla Norvegia, per le madri dei figli della guerra, l'offerta di sostegno, protezione ed aiuto economico da parte del Lebensborn fu meno allettante.

### Paesi Bassi
Anche nei Paesi Bassi le donne che avevano a che fare con gli occupanti tedeschi non godevano di una buona reputazione e venivano additate con allusioni più o meno esplicite come provenienti da un ambiente socioeconomico basso e che cercassero solamente un tornaconto economico; donne che non conoscevano l'onore, ma che agivano solo per interesse e avidità. Verso la fine della guerra molte donne sospettate di aver frequentato un tedesco furono malmenate e rasate in pubblico. Spesso sulla cute ancora sanguinante veniva loro tracciata una svastica col carbone o con una tintura rossa a base di diossido di piombo. In altri casi venivano portate in giro su carri e percosse dalla gente. Alcune moffenmeiden dovevano portare sulla testa un foulard con la scritta ”Solo per la Wehrmacht” o i loro nomi venivano pubblicati sui giornali.
Per quanto riguarda questo paese non si conoscono dati riguardanti le donne che frequentarono soldati tedeschi durante l'occupazione, ne sul numero di bambini nati da padre tedesco, ma si hanno solo alcune cifre fornite dalla Nationalsozialistische Volkswohlfahrt (NSV) che stima sia di 8000-10000 (stima che però tiene conto solamente dei bambini da loro assistiti).
Il primo "Centro per le Madri e i lattanti" (Mütter-und Säugligsheim) sorse a Amsterdam nel febbraio 1942 che andava ad unirsi ai centri dell'NSV di Rotterdam e de L'Aia. Esistevano anche altri centri più piccoli dell'NSV come quelli a Valkenburg e Velp. Come in Norvegia e Danimarca, anche i figli di donne olandesi venivano considerati di alto valore razziale, al contrario di quelli del Belgio e della Francia, e le nascite venivano registrate negli archivi anagrafici tedeschi.

### Francia
In questo paese la nascita di figli illegittimi veniva vista come un problema dai vertici dell'esercito tedesco perché considerata una contaminazione della razza germanica con quella degenerata francese, tanto che si arrivarono a proibire i rapporti sessuali con le autoctone. Ma ovviamente anche in Francia nacquero figli di guerra e nonostante il matrimonio non fosse possibile, si potevano ottenere permessi speciali mediante un test razziale. Per le madri in questione il governo di Vichy emanò nel 1941 una legge che permetteva loro l'anonimato e che i nascituri potessero andare in un brefotrofio od essere assegnati a famiglie affidatarie in attesa di essere adottati.
Anche qui si presentò il problema di quale nazionalità, francese o tedesca, avessero questi bambini. Da parte della Germania, i figli di guerra venivano considerati tedeschi se le madri erano reputate “razzialmente accettabili”, ovvero se provenivano da regioni come la Normandia. In totale in Francia nacquero 50.000-80.000 bambini franco-tedeschi che, a differenza di quelli nati in altri stati come la Norvegia, non erano considerati di grande valore. Madame Huntzinger fondò “La Famille du prisonnier”, un'associazione per queste madri, facilitata dal fatto che suo marito, morto il 12 novembre 1941, era uno dei membri importanti del governo di Vichy. Nel settembre 1944 l'ufficio degli affari sociali, retto dalla dottoressa Martha Unger, aveva ricevuto l'ordine di occuparsi delle madri, sottraendole a madame Huntzinger e portandole presso il castello di Chantilly, sorvegliato dalle SS, per poi condurle in Germania; nonostante tutto i figli venivano considerati de facto figli del padre. Verso la fine della guerra fu aperta a Lamorlaye una casa del Lebensborn chiamata Westwald.
Così come negli altri paesi, alla fine della guerra le donne che avevano avuto a che fare con i tedeschi vennero punite mediante purghe o taglio di capelli ed i loro figli vennero chiamati con toni dispregiativi come “figlio del nemico”, Fritz o boche (crucco).

### Regioni orientali occupate[43]
Nell'agosto 1942, un anno dopo l'invasione dell'Unione Sovietica, Himmler, su ordine di Hitler, predispose il ritiro dalla guerra dei figli unici (o di coloro che erano rimasti tali) affinché mettessero al mondo nuovi figli "di sangue buono", in modo da impedire l'estinzione delle loro famiglie.
L'8 settembre 1942 il comandante della 2. Panzerarmee, il generale Rudolf Schmidt, scriveva a Hitler che il numero di Mischlingskinder (bambini di sangue misto) poteva ammontare a 1,5 milioni. Nonostante il numero esagerato di tale predizione, la nascita di Mischlingskinder preoccupava le autorità naziste, che temevano che le popolazioni dell'Est (Ostvölker) potessero trarre beneficio dall'apporto di sangue ariano. Per poterlo evitare la loro idea era di reclamarli come Deutsche Volksgemeinschaft, ovvero come comunità del popolo. Inoltre tali bambini, secondo alcuni nazisti, erano da considerarsi di potenziale umano e economico. In realtà era prevista una separazione tra i bambini; alcuni erano già destinati come “razzialmente indesiderabili”, altri invece, ritenuti idonei e sarebbero quindi entrati a far parte del popolo tedesco (in den deutschen Volkskörper eingefügt). Tale distinzione era casuale e piena di contraddizioni che divennero il simbolo della mancanza di “consapevolezza razziale” degli uomini che rientravano nella categoria di “ariani”.
Un mese dopo, Himmler si rivolgeva ai soldati sul fronte russo:
"Qualcuno chiederà: Reichsführer, che cosa dobbiamo fare con un uomo che è stato qui sei-otto mesi e che ha un figlio da una russa? Rispondo: bisogna esaminare ogni singolo caso. Se la ragazza è di razza buona sarà accettato: se la ragazza è di razza cattiva l'uomo sarà cacciato e messo in prigione".
Il rapimento e la germanizzazione di bambini dalle caratteristiche razziali desiderate venne dunque applicato anche in Europa orientale, in particolare in Ucraina con la Heuaktion ("operazione fieno"), secondo le procedure dettate da un documento segreto del 12 giugno 1944 del Ministero dei Territori occupati dell'Est: «il Gruppo Armate di Centro intende catturare da 40.000 a 50.000 ragazzi fra i 10 e i 14 anni per trasferirli nel Reich. Lo scopo è quello di assegnarli come apprendisti a imprese tedesche. L'iniziativa - che sarebbe bene accolta dagli industriali - mira non soltanto a prevenire un diretto rinvigorimento delle forze del nemico ma anche a ridurne le potenzialità biologiche».
Dal momento della ritirata tedesca da Stalingrado l'unica misura attuata fu la registrazione delle nascite che comunque erano molto distanti dalle previsioni iniziali. Infatti il ministero del Reich stimò le nascite di bambini nei territori di Bielorussia, Ucraina, Estonia, Lettonia e Lituania in 10.000-12.000. Nel corso della guerra gli scopi demografici mutarono, i presupposti della tutela della razza, fino ad allora ritenuti inalterati e stabili subirono una sostanziale modifica. Si attuò il principio della “ristrutturazione razziale dell'Est”, dove i bambini ritenuti dapprima “bastardi indesiderati” ora acquistarono un certo interesse e valore e quindi un'opportunità di incremento demografico. È interessante notare che in questi territori non si ha notizia di punizioni da parte della popolazione locale per le donne che avevano avuto contatti con i tedeschi.

### Polonia

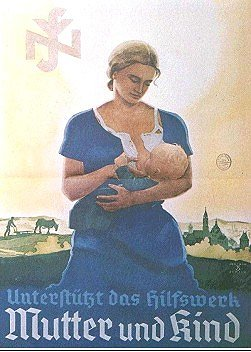
Manifesto pubblicitario (1935) per la NSV

Dapprima si ricercarono i bambini negli orfanotrofi polacchi o presso le famiglie che presentavano i tratti razziali di appartenenza alla razza nordica. In seguito la ricerca dei bambini da "germanizzare" si estese in tutte le direzioni: negli asili, nelle scuole, nelle famiglie di divorziati sino a includervi i bambini di genitori deportati o eliminati nei campi di sterminio oppure presi per strada a caso perché risultavano "a occhio", per i loro capelli biondi e gli occhi azzurri, come appartenenti alla "buona razza". I bambini, dotati di una nuova identità tedesca, obbligati a parlare solo il tedesco e a frequentare scuole tedesche, venivano quindi affidati a nuovi genitori.
Dal 1942 con la collaborazione della NSV (Nationalsozialistische Volkswohlfahrt- Assistenza e salute popolare nazionalsocialista) si operò una cernita per cui i bambini idonei tra i due e i sei anni venivano affidati ai centri di raccolta, mentre quelli "di eccezionale valore razziale" tra i sei e i dodici anni venivano inseriti da Lebensborn in scuole di germanizzazione. Tutti gli altri di razza inferiore erano lasciati morire.
Nelle scuole si diceva ai bambini che i genitori erano morti: la madre per tubercolosi o alcolismo, il padre ucciso da un "bandito polacco": dovevano essere grati ai tedeschi che li avevano resi membri della grande nazione germanica.
Secondo lo storico tedesco Michael Foedrowitz, il numero dei figli della guerra in Polonia ammontava a 80.000-100.000.

### Boemia-Moravia
Dal 1939 al 1945 esistette il Protettorato di Boemia e Moravia (Protektorat Böhmen und Mähren), nell'attuale Repubblica Ceca, con aree di etnia mista. Principalmente due erano i gruppi più importanti: i cechi e i tedeschi boemi, anche noti come sudeti i quali occupavano la parte al confine con Germania e Austria. Dopo il 1938, dapprima si creò un territorio autonomo, Reichsgau Sudetenland (Distretto del Reich nel territorio dei Sudeti), annesso allo stato tedesco. Dopo il 15 marzo 1939, ovvero dopo la separazione della Slovacchia, i rimanenti Länder furono integrati nel grande Reich.
L'intento era di germanizzare la popolazione locale per ottenere aree “razziali pure”. Ciò comportava però una selezione che richiedeva fasi successive interdipendenti: identificazione, selezione, segregazione e, potenzialmente, anche eliminazione in base ai giudizi di esperti sullo status razziale, genetico, politico e sociale delle singole persone. L'approccio complessivo comprendeva la Rassenpolitik (politica razziale), la Sozialpolitik (politica sociale) e la Gesundheitspflege (politica della salute pubblica), dove la massima autorità era l'ufficio del Reichsprotektor. In queste regioni il matrimonio misto e interetnico era tradizionalmente accettato, ma dopo l'occupazione tedesca divennero un problema di sentimento nazionalistico. I figli delle coppie miste ottenuti da cechi con tedeschi sudeti erano visti dai nazisti come un urgente e serio problema.
Si decise quindi che ogni individuo dovesse essere classificato in una di queste categorie: Tschechentum (comunità ceca), Deutschtum (comunità tedesca) e Judentum (comunità ebraica). Procedendo in tal modo il governo sovvenzionò aiuti economici, sociali, sanitari e politici alla sola comunità tedesca. I genitori quindi fecero in modo di rientrare in tale categoria, facendo sì che il bambino nato fosse automaticamente tedesco. In poche parole, la madre assumeva il ruolo di “missionaria della causa tedesca”. Così facendo si ebbe una ridefinizione discriminatoria delle coppie di razza mista tramite una selezione sociale organizzata. Alla fine del conflitto i bambini che prima erano “i preferiti” divennero “indesiderati”.

## Le testimonianze dei bambini germanizzati
I bambini rapiti e germanizzati provenivano occasionalmente anche dai campi di concentramento e dai ghetti dell'Europa occupata dai tedeschi e "adottati" da famiglie in Germania che tentarono di cancellare i loro ricordi.

### Vaclav Zelenka
Vaclav, biondo e dagli occhi azzurri, abitava a Lidice, un villaggio boemo che subì la rappresaglia tedesca per l'uccisione a Praga del gerarca nazista Reinhard Heydrich, il 29 maggio 1942.
Il villaggio fu raso al suolo, tutti gli abitanti maschi sopra i 15 anni furono uccisi sul posto, le donne ed i bambini deportati a Ravensbruck, le incinte portate in ospedale e «tre bambini portati all'Altreich per la germanizzazione...».
Uno di questi tre bambini era Vaclav che venne portato in auto a Praga e rinchiuso in una scuola con la madre per due giorni sino a quando, «Venerdì verso sera - racconta - è venuto in palestra un gruppo di uomini. Ci hanno messo in fila da una parte e le nostre madri dall'altra, dicendo che sarebbero andate non so dove in treno e che noi le avremmo raggiunte in autobus. Ma le nostre madri non volevano crederci, hanno preso i loro figli e se li tenevano stretti».
Vaclav separato dalla madre («Da quel momento non ho più visto la mamma»), viene registrato e inviato con gli altri bambini prima in un ospedale poi in un ghetto da dove, dopo molti controlli, viene trasferito in un orfanotrofio a Puskov, dove si ammala. Una volta guarito viene adottato da una coppia di Dresda.
«Volevano che li chiamassi Mutterchen e Vaterchen, ma io non potevo: e non volevo... ma loro parlavano soltanto il tedesco... e ho cominciato a dimenticare... La guerra è finita... non ricordavo più nemmeno il nome Lidice. Le autorità cecoslovacche mi hanno ritrovato soltanto nel 1947. E sono tornato a casa... del nostro paese è rimasta soltanto una pianura... Ho ritrovato soltanto mia mamma. Mi ha riconosciuto da tre cicatrici che avevo sul petto...».

### Sigismund Krajeski
Rapito dalla sua famiglia a Poznań nel 1943, quando aveva dieci anni, fu portato al campo di concentramento di Kalish e da lì, dopo quattro mesi, a Gmunden in Austria. Nella scuola di germanizzazione Sigismund fa una vita dura: punito e picchiato perché continua a parlare in polacco e non rinnega la sua nazionalità.
«Dei tedeschi venivano nel campo e sceglievano i bambini che gli piacevano... facevano credere che i genitori fossero morti... cambiavano il nome e cognome in nomi tedeschi... Quando i tedeschi mi offrivano dei dolci... rispondevo in polacco... le punizioni che seguivano erano terribili... Finalmente riuscii a fuggire».

### Anonima
La madre aveva ricevuto l'ordine di presentarsi con la piccola figlia all'Ufficio Comunale della Gioventù. Lì venne separata dalla mamma e portata a Kalish; dal campo fu trasferita con altre bambine polacche alla scuola di germanizzazione "Illenau".
«Siamo state marchiate alla mano sinistra e al capo...ci dissero "voi metterete al mondo due o tre tedeschi di razza, poi sparirete"...Ci facevano anche continuamente delle iniezioni...penso...che fossero di ormoni per farci raggiungere celermente la pubertà. Di tanto in tanto le SS...ci facevano passare un nuovo esame razziale sempre più severo. Le bambine che venivano scartate non le rivedevamo più».
Alcuni di questi bambini sradicati dalla loro famiglia d'origine e assimilati completamente a quella d'adozione, dopo molti anni di vita nel nuovo ambiente familiare e sociale si rifiutarono di riprendere il filo della loro vita spezzata. È il caso di queste due bambine germanizzate:

### Hélène Wilkanowicz
Rapita in Polonia a Pabianice, quando aveva dodici anni dalle SS perché aveva capelli biondi e occhi azzurri, insieme ad altre bambine venne rinchiusa nel campo raccolta di bambini a Buckau. Nel novembre del 1943 fu mandata alla scuola SS "Illenau" dove si operavano severe selezioni tali che «I bambini non validi che questa scuola respingeva venivano sterminati».
Dopo la guerra, aveva ormai diciassette anni, non volle tornare in Polonia, ma neanche si sentiva tedesca «D'altra parte qui mi trattano ancora come una sporca polacca, Dreckpolack. È orribile che in Germania… si rimane uno sporco polacco, come si rimane un sudicio ebreo.» Forse - continua - tornerà in Polonia. «Ma io sono malata, soffro ancora per quel periodo. Nostalgia. Una cosa che uccide, das macht sie kaputt. Non trovo più pace…».

### Eugenia Ewertowska
Rapita alla madre il 27 settembre 1943, adottata ufficialmente nel 1947, mentre il governo polacco la stava cercando, dalla famiglia tedesca Horn. Germanizzata, sposata e madre di due bambini, Eugenia, ora con il nome tedesco di Irene, assegnatole da Gunther Tesch, si rifiuta di tornare dalla madre «Non sento nulla per quella donna. Che cosa vogliono ancora da me?… Io voglio la pace…».

## Il numero dei bambini rapiti
La "Gazeta Ludowa", un giornale polacco, scriveva nel 1947 che il numero dei bambini rapiti arrivava a 250.000.
Secondo un altro calcolo si arriverebbe invece ad un massimo di duecentomila di cui solo il 15-20 per cento tornò alla sua famiglia di origine.
Secondo la Croce Rossa polacca molti furono eliminati, senza contare gli aborti forzati, quarantamila bambini nati nei campi di sterminio che non soddisfacevano i requisiti razziali.
Secondo i dirigenti del Lebensborn il progetto si è occupato di non più di 400-500 bambini di razza pura.

## Le ripercussioni del Lebesborn nel dopoguerra
Il 10 marzo 1948 si tenne il Processo di Norimberga in cui vennero processati e condannati i membri dell'Ufficio centrale della Razza e del Popolamento e del Progetto Lebensborn, ma le conseguenze sulle madri che parteciparono al progetto ed i figli nati all'interno di esso restarono per sempre.
Nel dopoguerra, oltre ai bambini germanizzati, anche le madri che li diedero alla luce subirono nei paesi scandinavi dolorose ripercussioni. Esse furono chiamate “donne di Hitler” e considerate dai connazionali come “traditrici della Patria”.
Le “madri Lebensborn”, iscritte in liste pubbliche come collaborazioniste, vennero ripudiate dalla famiglia d'origine e licenziate dal proprio posto di lavoro. Le «puttane del crucco» corsero il rischio di essere linciate: «A Odense, una donna che stava per essere aggredita fu costretta a rifugiarsi nel suo tetto. La folla fracassò i vetri per irrompere in casa sua. Alcuni giovani si arrampicarono dietro a lei, lasciandola a terra svenuta. Mentre era incosciente le strapparono i capelli, la rasero integralmente, la violentarono».
Alla fine di maggio del 1945, nella sola Oslo, risultavano arrestate e chiuse in campi di concentramento mille donne e poco dopo il governo norvegese emanò una legge retroattiva che cancellava il diritto di cittadinanza per ogni donna che si fosse sposata con un tedesco nei cinque anni precedenti.
Tali misure, ricevettero un forte sostegno da parte della popolazione come dimostrato anche dalle seguenti testimonianze degli storici norvegesi Lars Borgersrud e Kjersti Ericsson, riportate al programma televisivo "La storia siamo noi":
Si diffonde una mentalità che richiama quella da cui era nato il progetto Lebensborn. Uno dei più diffusi giornali norvegesi sostiene che «tutti questi bambini tedeschi cresceranno e costituiranno una larga minoranza bastarda all'interno del nostro popolo (...) sono incapaci di diventare norvegesi: i loro padri sono tedeschi, le loro madri sono tedesche per mentalità e per comportamento». Si riteneva perciò indispensabile liberarsene, poiché costituivano una minaccia per la purezza dell'identità nazionale.
Un noto psichiatra, Ørnuf Ødegård, affermava che «queste donne sono con ogni probabilità mentalmente ritardate» e «in ragione della teoria dell'ereditarietà anche buona parte dei loro figli lo sarebbe stata».
Dalla teoria si cercò di passare ai fatti: vennero trasferiti trenta bambini in Svezia e si cominciò a pensare ad una deportazione di massa in Australia, poi mai realizzata.
Allontanandosi sempre più nella memoria gli anni della tragedia mondiale, il governo norvegese consentì che le donne prive di cittadinanza potessero rientrare nel loro paese dopo aver firmato una dichiarazione che riconosceva che “l'opinione pubblica è contro di lei, che ci sarebbero state difficoltà e situazioni spiacevoli per lei e i suoi figli, che all'occorrenza avrebbe potuto essere internata, che si trattava di un soggiorno temporaneo”.

### L'appello alla Corte europea dei diritti dell'uomo
Ancora in anni più recenti non si sono spenti gli effetti del progetto Lebensborn: nel marzo 2007, 154 norvegesi, 4 svedesi ed un tedesco, figli del Lebensborn, hanno presentato un ricorso alla Corte europea dei diritti dell'uomo accusando il governo norvegese di aver messo in atto nei loro confronti una grave discriminazione.
Dopo che una commissione governativa aveva stabilito che i Lebensborn Kinder potessero rimanere in Norvegia, per quello che veniva definito il “vergognoso” comportamento delle madri, che si erano accoppiate con soldati nazisti, i bimbi germanizzati vennero in parte rinchiusi in orfanotroﬁ o lasciati nelle famiglie di adozione senza che mai potessero conoscere la verità sulla loro nascita; altri infine, picchiati e maltrattati, furono internati in istituti psichiatrici.
Al governo norvegese che, in passato, come tacita ammissione della sua politica discriminatoria, senza mai averla dichiarata apertamente, aveva offerto parziali indennizzi, ora le vittime del Lebensborn chiedono risarcimenti fino a 250.000 euro come prezzo della loro infanzia cancellata.
La Corte europea dei diritti dell'uomo di Strasburgo che doveva decidere se il ricorso fosse ammissibile, per sanare in qualche modo un doloroso passato, si è pronunciata nel 2007 in appoggio al governo norvegese, ponendo fine ai ricorsi giudiziari.